# Ololosokwan
Ololosokwan ist ein Verwaltungsbezirk (Ward) des Distrikts Ngorongoro in der tansanischen Region Arusha.

## Geografie
Ololosokwan liegt im Norden von Tansania etwa 230 Kilometer Luftlinie nordwestlich von Arusha an der Grenze zu Kenia. Das Gebiet ist gebirgig und liegt über 1700 Meter hoch mit Bergen über 2200 Metern.
Der Bezirk grenzt im Nordosten an Kenia, im Süden an Soitsambu und im Westen an den Distrikt Serengeti der Region Mara. Das Land ist 479  Quadratkilometer groß und bei der Volkszählung 2022 lebten hier 16.503 Menschen in 3131 Haushalten.

## Gliederung
Ololosokwan besteht aus drei Gemeinden (Mtaa) mit vier Orten (Kitongoji):
| Ololosokwan - Olaika | Mairowa - Olokinuka | Njoroi - Oiti - Elitipisi |

## Wirtschaft und Infrastruktur
- Gesundheit: Im Bezirk gibt es eine öffentliche Apotheke.[8]

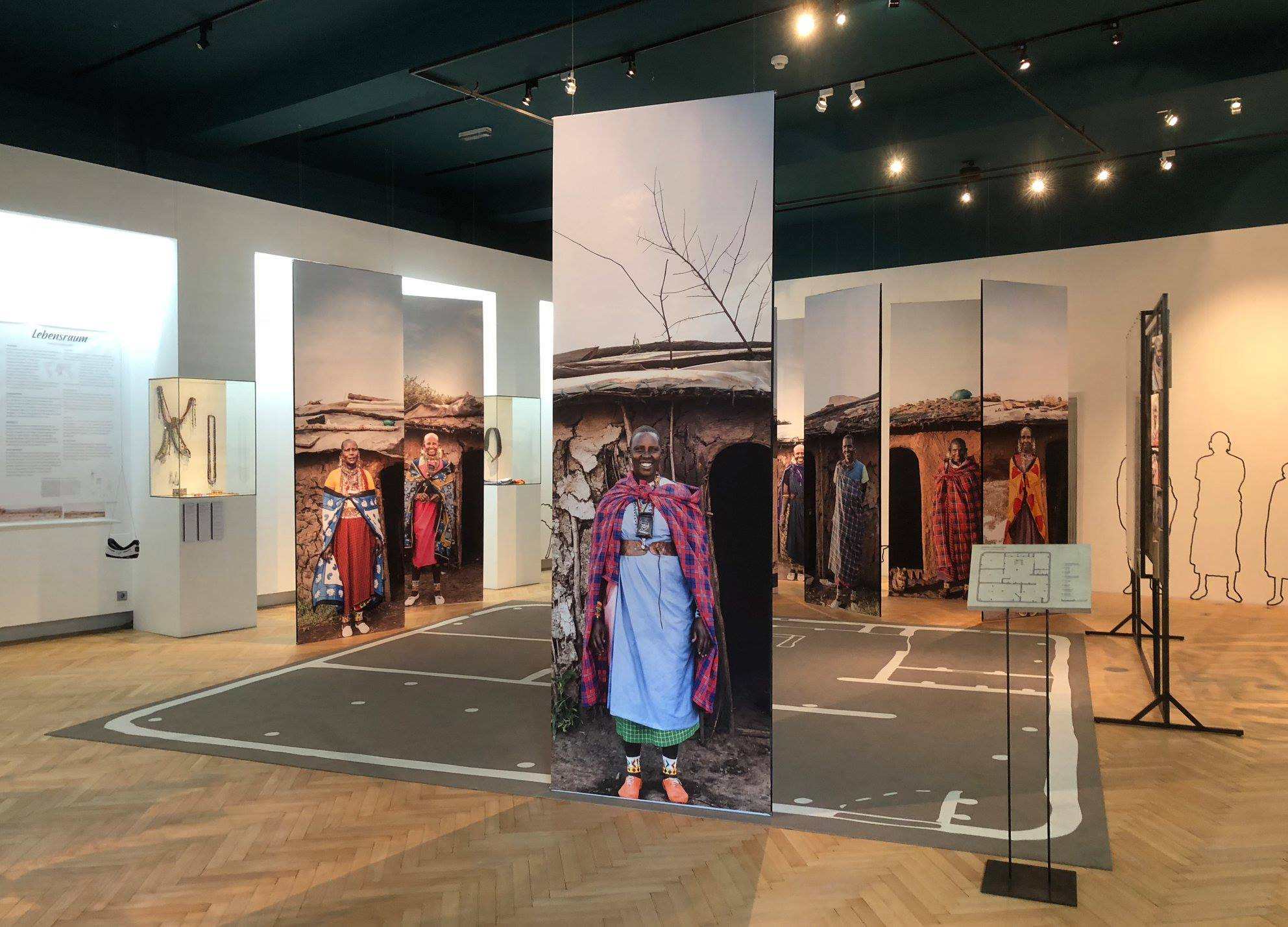
Ausstellung Massai im Museum der Völker, Schwaz, 2018

## Sonstiges
In Ololosokwan leben hauptsächlich Massai. Hier waren Frauen für den Bau und Erhalt der Hütten, die aus Ästen, Erde, Asche, Sand, Kuhdung, Urin und Wasser errichtet wurden, zuständig. Im Jahr 2017 zeigten im Frauenmuseum Hittisau zehn Frauen aus Ololosokwan ihre Hütten. Im Jahr 2018 übersiedelte die Ausstellung ins Museum der Völker in Schwaz.